# Cyclocross Tábor
De Cyclocross Tábor is een veldrit die jaarlijks wordt georganiseerd in de Tsjechische stad Tábor. De veldrit maakt vaak deel uit van de wereldbeker veldrijden.

## Erelijst

### Mannen elite
| Datum      | Klassement                | Cat.          | Winnaar                | Tweede                 | Derde                  |
| ---------- | ------------------------- | ------------- | ---------------------- | ---------------------- | ---------------------- |
| 04/02/2024 | Wereldkampioenschappen    | CM            |                        |                        |                        |
| 23/10/2022 | Wereldbeker               | CDM           | Eli Iserbyt            | Lars van der Haar      | Michael Vanthourenhout |
| 14/11/2021 | Wereldbeker               | CDM           | Lars van der Haar      | Eli Iserbyt            | Quinten Hermans        |
| 15/11/2020 | Wereldbeker               | CDM           | Michael Vanthourenhout | Eli Iserbyt            | Wout van Aert          |
| 16/11/2019 | Wereldbeker               | CDM           | Mathieu van der Poel   | Eli Iserbyt            | Lars van der Haar      |
| 17/11/2018 | Wereldbeker               | CDM           | Mathieu van der Poel   | Michael Vanthourenhout | Lars van der Haar      |
| 05/11/2017 | Europese kampioenschappen | CC            | Mathieu van der Poel   | Lars van der Haar      | Toon Aerts             |
| 28/09/2016 | TOI TOI Cup               | C1            | Michael Boroš          | Tomáš Paprstka         | Jens Adams             |
| 28/10/2015 | TOI TOI Cup               | C1            | David van der Poel     | Vincent Baestaens      | Michael Boroš          |
| 01/02/2015 | Wereldkampioenschappen    | CM            | Mathieu van der Poel   | Wout van Aert          | Lars van der Haar      |
| 26/10/2013 | Wereldbeker               | CDM           | Lars van der Haar      | Philipp Walsleben      | Kevin Pauwels          |
| 21/10/2012 | Wereldbeker               | CDM           | Kevin Pauwels          | Lars van der Haar      | Niels Albert           |
| 23/10/2011 | Wereldbeker               | CDM           | Kevin Pauwels          | Zdeněk Štybar          | Klaas Vantornout       |
| 28/10/2010 | TOI TOI Cup               | C1            | Radomír Šimůnek        | Christoph Pfingsten    | Steve Chainel          |
| 31/01/2010 | Wereldkampioenschappen    | CM            | Zdeněk Štybar          | Klaas Vantornout       | Sven Nys               |
| 26/10/2008 | Wereldbeker               | CDM           | Niels Albert           | Zdeněk Štybar          | Martin Bína            |
| 27/10/2007 | Wereldbeker               | CDM           | Sven Nys               | Klaas Vantornout       | Lars Boom              |
| 28/10/2006 | Wereldbeker               | CDM           | Radomír Šimůnek        | Bart Wellens           | Erwin Vervecken        |
| 29/10/2005 | Wereldbeker               | CDM           | Sven Nys               | Petr Dlask             | Kamil Ausbuher         |
| 28/10/2004 | Wereldbeker               | CDM           | Kamil Ausbuher         | Sven Vanthourenhout    | Erwin Vervecken        |
| 2003       | Niet verreden             | Niet verreden | Niet verreden          | Niet verreden          | Niet verreden          |
| 28/10/2002 | Budvar Cup                |               | Bart Wellens           | Sven Vanthourenhout    | Jiří Pospíšil          |
| 27/10/2001 | Wereldbeker               | CDM           | Sven Nys               | Erwin Vervecken        | Jiří Pospíšil          |
| 04/02/2001 | Wereldkampioenschappen    | CM            | Erwin Vervecken        | Petr Dlask             | Mario De Clercq        |
| 18/11/2000 | Wereldbeker               | CDM           | Bart Wellens           | Richard Groenendaal    | Mario De Clercq        |
| 21/11/1999 | Wereldbeker               | CDM           | Mario De Clercq        | Sven Nys               | Richard Groenendaal    |
| 21/11/1998 | Wereldbeker               | CDM           | Sven Nys               | Daniele Pontoni        | Mario De Clercq        |
| 28/10/1997 | Wereldbeker               | CDM           | Mario De Clercq        | Richard Groenendaal    | Adrie van der Poel     |
| 28/10/1996 | Wereldbeker               | CDM           | Paul Herygers          | Jiří Pospíšil          | Adrie van der Poel     |

### Vrouwen elite
| Datum      | Klassement                | Cat.          | Winnaar                | Tweede                     | Derde                 |
| ---------- | ------------------------- | ------------- | ---------------------- | -------------------------- | --------------------- |
| 03/02/2024 | Wereldkampioenschappen    | CM            |                        |                            |                       |
| 23/10/2022 | Wereldbeker               | CDM           | Fem van Empel          | Puck Pieterse              | Annemarie Worst       |
| 14/11/2021 | Wereldbeker               | CDM           | Lucinda Brand          | Puck Pieterse              | Annemarie Worst       |
| 29/11/2020 | Wereldbeker               | CDM           | Lucinda Brand          | Ceylin del Carmen Alvarado | Denise Betsema        |
| 16/11/2019 | Wereldbeker               | CDM           | Annemarie Worst        | Ceylin del Carmen Alvarado | Yara Kastelijn        |
| 17/11/2018 | Wereldbeker               | CDM           | Lucinda Brand          | Annemarie Worst            | Alice Maria Arzuffi   |
| 05/11/2017 | Europese kampioenschappen | CC            | Sanne Cant             | Lucinda Brand              | Alice Maria Arzuffi   |
| 28/09/2016 | TOI TOI Cup               | C1            | Karla Štěpánová        | Pavla Havlíková            | Geerte Hoeke          |
| 28/10/2015 | TOI TOI Cup               | C1            | Pavla Havlíková        | Nikola Nosková             | Adela Safarova        |
| 31/01/2015 | Wereldkampioenschappen    | CM            | Pauline Ferrand-Prévot | Sanne Cant                 | Marianne Vos          |
| 26/10/2013 | Wereldbeker               | CDM           | Katherine Compton      | Nikki Harris               | Pavla Havlíková       |
| 21/10/2012 | Wereldbeker               | CDM           | Sanne van Paassen      | Katherine Compton          | Helen Wyman           |
| 23/10/2011 | Wereldbeker               | CDM           | Kateřina Nash          | Daphny van den Brand       | Sanne van Paassen     |
| 28/10/2010 | TOI TOI Cup               | C1            | Geen vrouwenwedstrijd  | Geen vrouwenwedstrijd      | Geen vrouwenwedstrijd |
| 31/01/2010 | Wereldkampioenschappen    | CM            | Marianne Vos           | Hanka Kupfernagel          | Daphny van den Brand  |
| 26/10/2008 | Wereldbeker               | CDM           | Hanka Kupfernagel      | Maryline Salvetat          | Pavla Havlíková       |
| 27/10/2007 | Wereldbeker               | CDM           | Geen vrouwenwedstrijd  | Geen vrouwenwedstrijd      | Geen vrouwenwedstrijd |
| 28/10/2006 | Wereldbeker               | CDM           | Geen vrouwenwedstrijd  | Geen vrouwenwedstrijd      | Geen vrouwenwedstrijd |
| 29/10/2005 | Wereldbeker               | CDM           | Geen vrouwenwedstrijd  | Geen vrouwenwedstrijd      | Geen vrouwenwedstrijd |
| 28/10/2004 | Wereldbeker               | CDM           | Geen vrouwenwedstrijd  | Geen vrouwenwedstrijd      | Geen vrouwenwedstrijd |
| 2003       | Niet verreden             | Niet verreden | Niet verreden          | Niet verreden              | Niet verreden         |
| 28/10/2002 | Budvar Cup                |               | Geen vrouwenwedstrijd  | Geen vrouwenwedstrijd      | Geen vrouwenwedstrijd |
| 04/02/2001 | Wereldkampioenschappen    | CM            | Hanka Kupfernagel      | Corine Dorland             | Daphny van den Brand  |

1996 · 
1997 · 
1998 · 
1999 · 
2000 · 
2001 · 
2002 · 
2003 · 
2004 · 
2005 · 
2006 · 
2007 · 
2008 · 
2010 (WK) · 
2010 · 
2011 · 
2012 · 
2013 ·  
2014 · 
2015 (WK) · 
2016 · 
2017 (EK) · 
2018 · 
2019 · 
2020 · 
2021 · 
2022 · 
2024 (WK)